# Lubiska
Lubiska [pronunciación en polaco: /luˈbiska/] es un pueblo ubicado en el distrito administrativo de Gmina Jeżów, dentro del Distrito de Brzeziny, Voivodato de Łódź, en Polonia central. Se encuentra aproximadamente a 7 kilómetros al sur de Jeżów, a 15 kilómetros al este de Brzeziny, y a 34 kilómetros al este de la capital regional Łódź.